# テイデ (補給艦)
テイデ（スペイン語: SPS Teide）とは、スペイン海軍の給油艦である。本艦は第二次世界大戦後に建造された最初の補給艦である。
ペナントナンバーは就役当初はBP-11であったが、1980年にAP-11に変更され、1986年にA-11に再度変更された。
1988年に退役し、後継としてマルケス・デ・ラ・エンセナダが就役した。